# Об'ємний звук

Система просторового звучання 6.1. Цифра до точки позначає кількість сателітів, а після - сабвуферів

Об'ємний звук (англ. Surround Sound — «сурраунд Саунд» — «об'ємний, навколишній, що приходить з усіх боків звук», варіант: просторове звучання) — відтворення багатоканальних фонограм через систему гучномовців, розташованих по колу від слухача, забезпечуючи звук з радіусом 360 ° в горизонтальній площині (2D), що виражається у відтворенні акустичної атмосфери в обмеженому просторі кінозалу або кімнати домашнього кінотеатру.

## Типи засобів аудіовізуальної інформації і технології
Об'ємний звук широко представлений на комерційних носіях та ЗМІ, таких як відеокасети, DVD, і ТВЧ - трансляцій, де він кодується системами стиснення з втратами Dolby Digital і DTS, і форматами стиснення звуку без втрат DTS HD Master Audio і Dolby TrueHD на Blu-ray Disc і HD DVD, які ідентичні студійним майстер записам. Інші комерційні формати - це конкуруючі DVD-Audio (DVD-A) і Super Audio CD (SACD), а також MP3 Surround. Звуковий багатоканальний супровід до кінофільмів має цілі сімейства форматів від двох великих конкуруючих компаній Digital Theater Systems Inc. - DTS і Dolby Laboratories Inc. - Dolby Digital. Sony Dynamic Digital Sound (SDDS) є 8-канальною кінотеатральною системою об'ємного звуку, яка має 5 незалежних фронтальних звукових каналів з двома незалежними тиловими каналами і канал низькочастотних ефектів. У традиційній 7.1 системі просторового звучання введені два додаткових тилових гучномовця в порівнянні із звичайною конфігурацією 5.1 . У загальній складності формат 7.1 містить чотири тилових канали і три фронтальних канали, щоб створити 360° звукове поле.
Більшість записів об'ємного звучання створюються кінокомпаніями або виробниками відеоігор, проте деякі споживчі відеокамери мають подібні можливості по запису об'ємного звуку вбудованими мікрофонами або підключаються додатково. Технології об'ємного звуку можуть також використовуватися в музиці для отримання нових методів художнього вираження. Після провалу квадрофонічних аудіоформатів в 1970-і роки, багатоканальна музика поступово стала знову популярна з 1999 року завдяки SACD і DVD-Audio форматам. Деякі AV-ресивери, стереофонічні системи  і комп'ютерні звукові карти містять інтегральні цифрові сигнальні процесори та/або цифрові аудіо процесори для імітації об'ємного звуку від стереофонічного джерела.